# Oceanijsko prvenstvo u košarci 1971.
Oceanijsko prvenstvo u košarci 1971. bilo je prvo izdanje ovog natjecanja. Igralo se od 7. do 13. kolovoza u Aucklandu, Rotorui i Christchurchu. Pobjednik se kvalificirao na OI 1972.

## Turnir
| 1. momčad  | Ishod    | 2. momčad   |
| ---------- | -------- | ----------- |
| Australija | 91 : 56  | Novi Zeland |
| Australija | 107 : 58 | Novi Zeland |
| Australija | 117 : 72 | Novi Zeland |

| Pobjednici Oceanijskog košarkaškog prvenstva 1971. |
| AUSTRALIJA Prvi naslov                             |